# Historique du parcours européen du FC Sochaux-Montbéliard
Parcours du FC Sochaux-Montbéliard en coupes d'Europe. Le club a pris part aux joutes européennes à dix reprises : neuf fois en Coupe UEFA et une fois en Coupe Intertoto. Il a enregistré son meilleur résultat lors de la saison 1980 - 1981 en atteignant les demi-finales de la Coupe UEFA.

## Saison 1972-1973 - Coupe UEFA

### 1ertour(1/32)
FC Sochaux-Montbéliard -  BK Frem Copenhague (2-5)
| Date              | Domicile           | Score | Visiteur           | Buteur(s)                                                         | Carton(s) | Spect. | Arbitre |
| 13 septembre 1972 | FC Sochaux         | 1-3   | BK Frem Copenhague | Sochaux : Lechantre 7e Frem : Mortensen 39e Ahlberg 54e Morch 62e |           |        |         |
| 27 septembre 1972 | BK Frem Copenhague | 2-1   | FC Sochaux         | Frem : Madsen 15e Morch 68e Sochaux : Perrin 86e                  |           |        |         |

## Saison 1976-1977 - Coupe UEFA

### 1ertour(1/32)
Hibernian Football Club -  FC Sochaux-Montbéliard (1-0)
| Date              | Domicile            | Score | Visiteur            | Buteur(s)                                                              | Carton(s) | Spect. | Arbitre |
| 15 septembre 1976 | Hibernian Édimbourg | 1-0   | FC Sochaux          | Hibernian Football Club Brownlie 75e Football Club Sochaux-Montbéliard |           |        |         |
| 29 septembre 1976 | FC Sochaux          | 0-0   | Hibernian Édimbourg | Football Club Sochaux-Montbéliard Hibernian Football Club              |           |        |         |

## Saison 1980-1981 - Coupe UEFA

### 1ertour(1/32)
FC Sochaux-Montbéliard -  Servette FC (3-2)
| Date              | Domicile    | Score | Visiteur    | Buteur(s)                                                                             | Carton(s) | Spect. | Arbitre |
| 17 septembre 1980 | FC Sochaux  | 2-0   | Servette FC | Football Club Sochaux-Montbéliard Jeskowiak 39e Ivezic 69e (pen.) Servette FC         |           |        |         |
| 1er octobre 1980  | Servette FC | 2-1   | FC Sochaux  | Servette FC Cuccinotta 54e Bizzini 75e Football Club Sochaux-Montbéliard Genghini 16e |           |        |         |

### 2etour(1/16)
FC Sochaux-Montbéliard -  Boavista FC (3-2)
| Date            | Domicile   | Score | Visiteur   | Buteur(s)                                                                                              | Carton(s) | Spect. | Arbitre |
| 22 octobre 1980 | FC Sochaux | 2-2   | Boavista   | Football Club Sochaux-Montbéliard Genghini 33e Revelli 54e Boavista Football Club Julio 27e Eliseu 63e |           |        |         |
| 5 novembre 1980 | Boavista   | 0-1   | FC Sochaux | Boavista Football Club Football Club Sochaux-Montbéliard Durkalic 75e                                  |           |        |         |

### 3etour(1/8)
Eintracht Francfort -  FC Sochaux-Montbéliard (4-4)
| Date             | Domicile            | Score | Visiteur            | Buteur(s) | Carton(s) | Spect. | Arbitre        |
| 26 novembre 1980 | Eintracht Francfort | 4-2   | FC Sochaux          | Eintracht Francfort Neuberger 3e Borchers 42e Hölzenbein 53e Nachtweih 62e Football Club Sochaux-Montbéliard Genghini 71e Pezzey 88e (csc) |           | 15 000 | Dotchev        |
| 10 décembre 1980 | FC Sochaux          | 2-0   | Eintracht Francfort | Football Club Sochaux-Montbéliard Revelli 16e 42e Eintracht Francfort                                                                      |           | 12 000 | Van Langenhove |

### Quart de finale
Grasshopper-Club Zurich -  FC Sochaux-Montbéliard (1-2)
| Date         | Domicile           | Score | Visiteur           | Buteur(s)                                                                                     | Carton(s) | Spect. | Arbitre |
| 4 mars 1981  | Grasshopper Zürich | 0-0   | FC Sochaux         | Grasshopper-Club Zurich Football Club Sochaux-Montbéliard                                     |           |        |         |
| 18 mars 1981 | FC Sochaux         | 2-1   | Grasshopper Zürich | Football Club Sochaux-Montbéliard Durkalić 24e Genghini 85e Grasshopper-Club Zurich Koller 7e |           |        |         |

### Demi-finale
FC Sochaux-Montbéliard -  AZ '67 (3-4)
| Date          | Domicile   | Score | Visiteur   | Buteur(s)                                                                   | Carton(s) | Spect. | Arbitre |
| 8 avril 1981  | FC Sochaux | 1-1   | AZ Alkmaar | Football Club Sochaux-Montbéliard Genghini 22e AZ Alkmaar Arntz 14e         |           |        |         |
| 22 avril 1981 | AZ Alkmaar | 3-2   | FC Sochaux | AZ Alkmaar Metgod 19e Jonker 43e Peters 68e Sochaux : Genghini 9e Meyer 80e |           |        |         |

## Saison 1982-1983 - Coupe UEFA

### 1ertour(1/32)
PAOK Salonique -  FC Sochaux-Montbéliard (2-2)
| Date              | Domicile       | Score      | Visiteur       | Buteur(s)                                                                         | Carton(s) | Spect. | Arbitre |
| 15 septembre 1982 | PAOK Salonique | 1-0        | FC Sochaux     | PAOK Salonique Dimopoulos 80e                                                     |           |        |         |
| 29 septembre 1982 | FC Sochaux     | 2-1 (a.p.) | PAOK Salonique | Football Club Sochaux-Montbéliard Anziani 90esp 99e PAOK Salonique Dimopoulos 96e |           |        |         |

## Saison 1989-1990 - Coupe UEFA

### 1ertour(1/32)
FC Sochaux-Montbéliard -  AS La Jeunesse d'Esch (12-0)
| Date              | Domicile              | Score | Visiteur              | Buteur(s)                                                                                | Carton(s) | Spect. | Arbitre |
| 13 septembre 1989 | FC Sochaux            | 7-0   | AS La Jeunesse d'Esch | Football Club Sochaux-Montbéliard Lada 6e 25e Silvestre 22e Oudjani 47e 70e Carrasco 88e |           |        |         |
| 26 septembre 1989 | AS La Jeunesse d'Esch | 0-5   | FC Sochaux            | Football Club Sochaux-Montbéliard Carrasco 8e Thomas 27e 28e 54e Silvestre 39e           |           |        |         |

### 2etour(1/16)
ACF Fiorentina -  FC Sochaux-Montbéliard (1-1)
| Date              | Domicile       | Score | Visiteur       | Buteur(s)                                                            | Carton(s) | Spect. | Arbitre |
| 18 octobre 1989   | ACF Fiorentina | 0-0   | FC Sochaux     |                                                                      |           |        |         |
| 1er novembre 1989 | FC Sochaux     | 1-1   | ACF Fiorentina | Football Club Sochaux-Montbéliard Laurey 36e ACF Fiorentina Buso 32e |           |        |         |

## Coupe Intertoto 2002(saison 2002-2003)

### 2etour
FC Sochaux-Montbéliard -  Žalgiris Vilnius (4-1)
| 2e tour Aller 6 juillet 2002 | FC Sochaux               | 2–0 | Žalgiris Vilnius | : - Stade Auguste-Bonal, Montbéliard                        |                                                             |
|                              | Monsoreau 24e · Frau 55e |     |                  | Spectateurs : 7,476 Arbitrage : Andrejs Sipailo ( Lettonie) | Spectateurs : 7,476 Arbitrage : Andrejs Sipailo ( Lettonie) |
|                              | rapport                  |     |                  | Spectateurs : 7,476 Arbitrage : Andrejs Sipailo ( Lettonie) | Spectateurs : 7,476 Arbitrage : Andrejs Sipailo ( Lettonie) |

| 2e tour Retour 14 juillet 2002 Buts cumulés : 1-4 | Žalgiris Vilnius | 1–2 | FC Sochaux                                 | : - Stade de Žalgiris, Vilnius                         |                                                        |
|                                                   | A. Steško 46e    |     | Monsoreau 30e · Mathieu 66e · Saveljic 52e | Spectateurs : 1,000 Arbitrage : Goran Maric ( Croatie) | Spectateurs : 1,000 Arbitrage : Goran Maric ( Croatie) |
|                                                   | rapport          |     |                                            | Spectateurs : 1,000 Arbitrage : Goran Maric ( Croatie) | Spectateurs : 1,000 Arbitrage : Goran Maric ( Croatie) |

### 3etour
FC Slovácko -  FC Sochaux-Montbéliard (0-3)
| 3e tour Aller 21 juillet 2002 | FC Slovácko | 0–3 | FC Sochaux                            | : - Městský fotbalový stadion, Uherské Hradiště               |                                                               |
|                               |             |     | Frau 20e 49e · Lonfat 84e · Isabey ?e | Spectateurs : 3,000 Arbitrage : Sergey Shmolik ( Biélorussie) | Spectateurs : 3,000 Arbitrage : Sergey Shmolik ( Biélorussie) |
|                               | rapport     |     |                                       | Spectateurs : 3,000 Arbitrage : Sergey Shmolik ( Biélorussie) | Spectateurs : 3,000 Arbitrage : Sergey Shmolik ( Biélorussie) |

| 3e tour Retour 28 juillet 2002 Buts cumulés : 3-0 | FC Sochaux          | 0–0 | FC Slovácko | : - Stade Auguste-Bonal, Montbéliard                       |                                                            |
|                                                   | Tall ?e · Chedli ?e |     |             | Spectateurs : 8,843 Arbitrage : Uriah Rennie ( Angleterre) | Spectateurs : 8,843 Arbitrage : Uriah Rennie ( Angleterre) |
|                                                   | rapport             |     |             | Spectateurs : 8,843 Arbitrage : Uriah Rennie ( Angleterre) | Spectateurs : 8,843 Arbitrage : Uriah Rennie ( Angleterre) |

### Demi-finale
Fulham Football Club -  FC Sochaux-Montbéliard (3-0)
| Demi-finale Aller 31 juillet 2002 | Fulham FC                        | 1–0 | FC Sochaux               | : - Craven Cottage, Londres                                 |                                                             |
|                                   | Davis 90e · Davis ?e · Marlet ?e |     | Richert ?e · Saveljic ?e | Spectateurs : 4,717 Arbitrage : Sorin Corpodean ( Roumanie) | Spectateurs : 4,717 Arbitrage : Sorin Corpodean ( Roumanie) |
|                                   | rapport                          |     |                          | Spectateurs : 4,717 Arbitrage : Sorin Corpodean ( Roumanie) | Spectateurs : 4,717 Arbitrage : Sorin Corpodean ( Roumanie) |

| Demi-finale Retour 7 août 2002 Buts cumulés : 0-3 | FC Sochaux                             | 0–2 | Fulham FC                               | : - Stade Auguste-Bonal, Montbéliard                          |                                                               |
|                                                   | Boudarène ?e · Chedli ?e · Pedretti ?e |     | Legwinski 64e · Hayles 72e · Brevett ?e | Spectateurs : 8,500 Arbitrage : Franz-Xaver Wack ( Allemagne) | Spectateurs : 8,500 Arbitrage : Franz-Xaver Wack ( Allemagne) |
|                                                   | rapport                                |     |                                         | Spectateurs : 8,500 Arbitrage : Franz-Xaver Wack ( Allemagne) | Spectateurs : 8,500 Arbitrage : Franz-Xaver Wack ( Allemagne) |

## Saison 2003-2004 - Coupe UEFA

### 1ertour
MyPa 47 Anjalankoski -  FC Sochaux-Montbéliard (0-3)
| Date              | Domicile   | Score | Visiteur   | Buteur(s)                                                  | Carton(s)                                                                                 | Spect. | Arbitre        |
| 24 septembre 2003 | MyPa 47    | 0-1   | FC Sochaux | Football Club Sochaux-Montbéliard Diawara 45e              | MyPa 47 Anjalankoski Okkonen 44e Korhonen 92e Football Club Sochaux-Montbéliard Pagis 52e | -      | Michael Weiner |
| 15 octobre 2003   | FC Sochaux | 2-0   | MyPa 47    | Football Club Sochaux-Montbéliard Monsoreau 58e Santos 82e | Football Club Sochaux-Montbéliard Flachez 72e MyPa 47 Anjalankoski Okkonen 47e            | 8 000  | Selçuk Dereli  |

### 2etour(1/32)
BV 09 Borussia Dortmund -  FC Sochaux-Montbéliard (2-6)
| Date             | Domicile          | Score | Visiteur          | Buteur(s)                                                                                              | Carton(s)                                                                                        | Spect. | Arbitre         |
| 6 novembre 2003  | Borussia Dortmund | 2-2   | FC Sochaux        | BV 09 Borussia Dortmund Senesie 68e Ewerthon 76e Football Club Sochaux-Montbéliard Santos 12e Frau 27e | BV 09 Borussia Dortmund Gambino 15e Fernández 27e Football Club Sochaux-Montbéliard Pedretti 22e | -      | Vladimír Hriňák |
| 27 novembre 2003 | FC Sochaux        | 4-0   | Borussia Dortmund | Football Club Sochaux-Montbéliard Frau 5esp Santos 67e Oruma 76e Mathieu 89e                           | Football Club Sochaux-Montbéliard Paisley 45e BV 09 Borussia Dortmund Gambino 4e Wörns 26e       | 18 584 | Yuri Baskakov   |

### 3etour(1/16)
FC Sochaux-Montbéliard -  Inter Milan (2-2)
| Date             | Domicile    | Score | Visiteur    | Buteur(s)                                                                           | Carton(s)                                                                                                  | Spect. | Arbitre               |
| 6 novembre 2003  | FC Sochaux  | 2-2   | Inter Milan | Football Club Sochaux-Montbéliard Frau 59e Frau 81e Inter Milan Vieri 8e Recoba 61e | Football Club Sochaux-Montbéliard Oruma 52e Inter Milan J. Zanetti 36e C. Zanetti 44e Helveg 88e Adani 88e | -      | Luis Medina Cantalejo |
| 27 novembre 2003 | Inter Milan | 0-0   | FC Sochaux  |                                                                                     | Inter Milan Helveg 26e Buruk 50e Cruz 57e Football Club Sochaux-Montbéliard Pedretti 70e                   | -      | Stephen Bennett       |

## Saison 2004-2005 - Coupe UEFA

### 1ertour
FC Sochaux-Montbéliard -  Stabæk Fotball (9-0)
| Date              | Domicile       | Score | Visiteur       | Buteur(s)                                             | Carton(s)                      | Spect. | Arbitre     |
| 16 septembre 2004 | FC Sochaux     | 4-0   | Stabæk Fotball | Sochaux Oruma 25e Zairi 60e Ilan 69e Isabey 85e       | Sochaux Carvalho 19e Oruma 78e | -      | Alon Yefet  |
| 30 septembre 2004 | Stabæk Fotball | 0-5   | FC Sochaux     | Sochaux Santos 26e Zairi 35e Ilan 76e 90e Mathieu 81e |                                | -      | Ruud Bossen |

### Phase de groupes
- Classement final du groupe D

| Place | Club              | Pts | J | V | N | D | Buts + | Buts - | Diff. |
| 1er   | Newcastle United  | 10  | 4 | 3 | 1 | 0 | 8      | 1      | +7    |
| 2e    | FC Sochaux        | 9   | 4 | 3 | 0 | 1 | 4      | 4      | +0    |
| 3e    | Sporting Portugal | 7   | 4 | 2 | 1 | 1 | 9      | 3      | +6    |
| 4e    | Panionios         | 3   | 4 | 1 | 0 | 3 | 6      | 8      | -2    |
| 5e    | Dinamo Tbilissi   | 0   | 4 | 0 | 0 | 4 | 2      | 13     | -11   |

- Matchs de Sochaux dans le groupe D

| Date              | Domicile          | Score | Visiteur         | Buteur(s)                                              | Carton(s)                                                                           | Spect. | Arbitre             |
| 21 octobre 2004   | Dinamo Tbilissi   | 0-2   | FC Sochaux       | Sochaux Ilan 17e Paisley 37e                           | Tbilissi Kashia 19e Chichveishvili 45eAladashvili 87e Sochaux Oruma 70e Paisley 89e | -      | Stefan Messner      |
| 25 novembre 2004  | FC Sochaux        | 0-4   | Newcastle United | Newcastle Bowyer 29e Ameobi 46e Bellamy 76e Robert 90e | Newcastle Bowyer 11e Bernard 42e                                                    | -      | Carlos Megía Dávila |
| 1er décembre 2004 | Sporting Lisbonne | 0-1   | FC Sochaux       | Sochaux Lonfat 2e                                      | Sporting Enakarhire 24e Beto 70e Sochaux Tall 44e Paisley 45e+2 Pitau 40e Ilan 87e  | -      | Helmut Fleischer    |
| 16 décembre 2004  | FC Sochaux        | 1-0   | Panionios        | Sochaux Isabey 86e                                     | Panionios Parodi 31e Spyrópoulos 85e                                                | -      | Dick van Egmond     |

### Seizièmes de finale
Olympiakos Le Pirée -  FC Sochaux-Montbéliard (2-0)
| Date            | Domicile   | Score | Visiteur   | Buteur(s)                         | Carton(s) | Spect. | Arbitre        |
| 17 février 2005 | Olympiakos | 1-0   | FC Sochaux | Olympiakos Le Pirée Okkás 29e     | Olympiakos Le Pirée Okkás 30e Pántos 82e Football Club Sochaux-Montbéliard Ménez 5e Monsorau 20e Potillon 29e                                         | -      | Nikolai Ivanov |
| 24 février 2005 | FC Sochaux | 0-1   | Olympiakos | Olympiakos Le Pirée Stoltídis 67e | Football Club Sochaux-Montbéliard Diawara 52e Boudarène 54e Santos 66e Olympiakos Le Pirée Djordjević 45e Schürrer 52e Mavrogenidis 79e Georgatos 84e | -      | Markus Nobs    |

## Saison 2007-2008:Coupe de l'UEFA

### 1ertour
| 1er tour Aller 20 septembre 2007 | FC Sochaux | 0–2 | Panionios                                                  | 18:30 - Stade Auguste-Bonal, Montbéliard                    |                                                             |
|                                  | Pitau 33e  |     | Djebbour 28e · Djebbour 42e · Fernandez 54e · Kumordzi 75e | Spectateurs : 9 469 Arbitrage : Sorin Corpodean ( Roumanie) | Spectateurs : 9 469 Arbitrage : Sorin Corpodean ( Roumanie) |
|                                  | rapport    |     |                                                            | Spectateurs : 9 469 Arbitrage : Sorin Corpodean ( Roumanie) | Spectateurs : 9 469 Arbitrage : Sorin Corpodean ( Roumanie) |

| 1er tour Retour 4 octobre 2007 Buts cumulés : 1-2 Dont à l'extérieur : 1-2 | Panionios                                              | 0–1 | FC Sochaux                                                | 21:00 - stade Nea Smyrni, Athènes                     |                                                       |
|                                                                            | Makos 5e · Kumordzi 44e · Fernandez 71e · Maniatis 75e |     | Perquis 40e · Isabey 44e · Kumordzi 53e (csc) · N'Daw 81e | Spectateurs : 9 000 Arbitrage : Alan Kelly ( Irlande) | Spectateurs : 9 000 Arbitrage : Alan Kelly ( Irlande) |
|                                                                            | rapport                                                |     |                                                           | Spectateurs : 9 000 Arbitrage : Alan Kelly ( Irlande) | Spectateurs : 9 000 Arbitrage : Alan Kelly ( Irlande) |

## Saison 2011-2012:Ligue Europa

### Barrage
| Barrage Aller 18 août 2011 | Metalist Kharkiv | 0-0 | FC Sochaux-Montbéliard | 21:30 - Stade Metalist, Kharkiv |                                |
|                            | Fininho 39e      |     | Anin 60e · Perquis 62e | Arbitrage : Stefan Johannesson  | Arbitrage : Stefan Johannesson |
|                            | rapport          |     |                        | Arbitrage : Stefan Johannesson  | Arbitrage : Stefan Johannesson |

| Barrage Retour 25 août 2011 Buts cumulés 0:4 Dont à l'extérieur 0:4 | FC Sochaux-Montbéliard                     | 0-4 | Metalist Kharkiv                                                                                   | 20:45 - stade Auguste-Bonal, Montbéliard                   |                                                            |
|                                                                     | Martin 7e · Anin 45+1e · Nogueira 57e, 80e |     | Sosa 6e · Cristaldo 11e · Edmar 13e · Cristaldo 40e · Taison 51e · Torsiglieri 55e · Horyainov 55e | Spectateurs : 8,739 Arbitrage : Eduardo Iturralde González | Spectateurs : 8,739 Arbitrage : Eduardo Iturralde González |
|                                                                     | rapport                                    |     | | Spectateurs : 8,739 Arbitrage : Eduardo Iturralde González | Spectateurs : 8,739 Arbitrage : Eduardo Iturralde González |

## Bilan européen du FC Sochaux Montbéliard

### Tableau récapitulatif
| Compétition                   | Participations | Matchs joués | Victoires | Matchs nuls | Défaites | Buts pour | Buts contre |
| ----------------------------- | -------------- | ------------ | --------- | ----------- | -------- | --------- | ----------- |
| Ligue des champions de l'UEFA | -              | -            | -         | -           | -        | -         | -           |
| Coupe UEFA/Ligue Europa       | 9              | 38           | 16        | 10          | 12       | 57        | 38          |
| Coupe Intertoto               | 1              | 6            | 3         | 1           | 2        | 7         | 4           |
| Total                         | -              | 44           | 19        | 11          | 15       | 64        | 42          |

### Meilleures performances

#### Coupe UEFA
- - Demi-finaliste en 1980-1981
    - le 22 avril 1981 à Alkmaar perdue face au AZ Alkmaar 1-1 puis 2-3

#### Coupe Intertoto
- - Demi-finaliste en 2002
    - le 7 août 2002 à Montbéliard perdue face à Fulham 0-1 puis 0-2

### Meilleur buteur en coupe UEFA
À titre individuel, Bernard Genghini est le meilleur réalisateur, il a inscrit le plus grand nombre de buts en Coupes d'Europe pour le FC Sochaux. 
1. Bernard Genghini, 6 buts,
2. Araujo Ilan, Francileudo Santos et Pierre-Alain Frau, 4 buts.
3. Jean-Christophe Thomas et Patrick Revelli 3 buts